# Roman Flügel
Roman Flügel (Darmstadt, 5 mei 1970) is een Duitse dj en producer die in diverse stijlen actief is. Hij begon als onderdeel van de groep Alter Ego samen met Jörn Elling Wuttke. Hij bracht echter zelf ook onder diverse namen eigen muziek uit. Ook was hij mede-eigenaar van het label Ongaku Musik. Na het uiteenvallen van Alter Ego bleef hij solo een actieve rol spelen. Flügel werd het meest bekend met zijn hit Geht's Noch? (2004).

## Biografie
Roman Flügel is muzikaal actief sinds zijn jeugd. Hij leert op jonge leeftijd piano spelen en zit als scholier in meerdere bands. In de late jaren tachtig wordt hij gegrepen door de opbloeiende dancescene rondom Frankfurt am Main. Samen met Jörn Elling Wuttke, die hij uit een rock-club kent begint hij zelf te produceren. Het tweetal richt met een paar anderen Ongaku Musik op. Onder diverse projecten brengen ze muziek uit, waarvan Alter Ego, de belangrijkste zal worden. Andere projecten zijn Sensorama, The Primitive Painter, Acid Jesus en Warp 69. In 1995 brengt hij als ro70 een titelloos ambient house-album uit. Een ander soloproject is Eight Miles High, waarvan enkele ep's verschijnen en waar hij steeds de grenzen van diverse stijlen passeert. Deze tracks worden in 2002 uitgebracht op de compilatie Katalog. Een ander project uit deze periode is Soylent Green, waarvan de tracks worden verzameld op La Forza Del Destino (2006). Tussen 2000 en 2002 brengt hij ook ep's met minimal techno uit in de Tracks on Delivery-serie. Deze worden in 2020 verzameld uitgebracht.
2004 is een succesvol jaar voor Flügel. Alter Ego breekt door naar een groter publiek met het album Transphormer en de hit Rocker. Aan het einde van dat jaar krijgt hij ook een eigen hit. Dat begint wanneer Sven Väth hem vraagt een track te maken voor een compilatie van diens Cocoon Recordings-label. Flügel  weet aanvankelijk niet goed wat hij voor dit label moet maken en levert het grappig klinkende nummer Geht's Noch? aan. Väth is echter zeer enthousiast en laat het nummer in de loop van 2005 uitgroeien tot een Europese clubhit. Flügel heeft echter geen ambities om meer hits te maken, zodoende stort hij zich weer op andere projecten. Met muzikant en plaatsgenoot Christopher Dell neemt hij het album Superstructure (2005) op, dat veel  jazz-invloeden heeft.
Alter Ego wordt in 2009 inactief, ook Ongaku Musik en zijn sublabels redden het niet. Flügel gaat echter onvermoeibaar door met het produceren van muziek. Met Ricardo Villalobos vormt hij in 2011 het eenmalige project RiRom waarvan een gelijknamige single wordt uitgebracht. Hij produceert in de jaren daarna de albums Fatty Folders (2011), Happiness Is Happening (2014) en All The Right Noises (2016). Voor  de Londense club Fabric mixt hij in 2017 het vijfennegentigste deel van hun Fabric cd-serie. Hij verhuist in deze tijd naar Berlijn omdat de dancescene in Frankfurt am Main doodgebloed lijkt. In 2018 verschijnt Themes I-XIII, waarop hij weer kiest voor de zuivere ambient house. Wat meer op de dansvloer gericht is de single Meeting Of The Minds, van het project Noun. Dit is een samenwerking met de Britse Daniel Avery.

## Discografie

### Albums
- ro70 - RO 70 (1995)
- Eight Miles High - Katalog (2002) (compilatie)
- Superstructure (met Christopher Dell) (2005)
- Soylent Green - La Forza Del Destino (2006) (compilatie)
- Fatty Folders (2011)
- Happiness Is Happening (2014)
- Groove DJ-Mix (2014) (mixcompilatie)
- All The Right Noises (2016)
- Fabric 95 (2017) (mixcompilatie)
- Themes I-XIII (2018)
- Tracks on Delivery (2020)

- Bibliothèque nationale de France: cb146274150 (data)
- Gemeinsame Normdatei: 134987659
- International Standard Name Identifier: 0000 0000 7968 0483
- Library of Congress Control Number: n2015037605
- MusicBrainz: 5286b91c-5d42-4cab-933a-77e30eb74ddc
- Système universitaire de documentation: 087886294
- Virtual International Authority File: 120744503
- WorldCat: E39PBJdx6YDkW9fb7f4FkXKyBP